# Pipistrellus nanulus
Pipistrellus nanulus är en fladdermusart som beskrevs av Thomas 1904. Pipistrellus nanulus ingår i släktet Pipistrellus och familjen läderlappar. IUCN kategoriserar arten globalt som livskraftig. Inga underarter finns listade i Catalogue of Life.
Arten är med 24 till 29 mm långa underarmar en liten fladdermus. På ovansidan förekommer rödbrun päls och undersidan är täckt av ljusbrun päls. Ibland har håren på undersidan en mörkare spets. Hos Pipistrellus nanulus är svansen nästan helt inbäddad i svansflyghuden. Djuret har 7 till 11 mm stora öron som är avrundade. Även vingarna och svansflyghuden är rödbruna och ibland förekommer vid bakre vingarna en ljusare kant. Tanduppsättningen består i överkäken per sida av två framtänder, en hörntand, två premolarer och tre molarer. I underkäken finns ytterligare en framtand per sida. Arten har i överkäken en liten klaff mellan hörntanden och den första premolaren. Den yttre framtanden i överkäken är ungefär lika stor som den inre och den har två knölar (pucklar) på toppen.
Denna fladdermus förekommer med två från varandra skilda populationer i Afrika, en från Senegal till Gabon och den andra i östra Kongo-Kinshasa, Uganda och västra Kenya. Habitatet varierar mellan fuktiga skogar, torra skogar, galleriskogar och fuktiga savanner. Arten hittas ofta i bananodlingar.